# حافظه (فیلم ۲۰۱۳)
«حافظه» (انگلیسی: Memories)) یک فیلم است که در سال ۲۰۱۳ منتشر شد.